# Gymnosporangium gjaeri
Gymnosporangium gjaeri är en svampart som beskrevs av Korbonsk. 1986. Gymnosporangium gjaeri ingår i släktet Gymnosporangium och familjen Pucciniaceae.   Inga underarter finns listade i Catalogue of Life.